# Frontier Car Group
Die Frontier Car Group (FCG) war ein Berliner Autoportal für Gebrauchtwagen. Das Start-up wurde 2016 von Sujay Tyle, Peter Lindholm und André Kussmann gegründet und verkaufte Wagen in ausländischen Märkten.
Innerhalb kürzester Zeit erhielt das Start-up in mehreren Finanzierungsrunden mehrere Hundert Millionen Euro. 2019 wurde FCG vollständig durch den niederländischen E-Commerce-Konzerns OLX übernommen und ging in der Marke OLX Autos auf, die ein Jahr später einen Gesamtumsatz von 1. Mrd. berichtete.

## Geschichte
2016 gründeten Sujay Tyle, Peter Lindholm und André Kussmann die Frontier Car Group. Analog zum Geschäftsmodell von Unternehmen wie Auto1 wollten die Gründer sich auf andere Märkte konzentrieren.
2018 investierten verschiedene Parteien 147 Millionen Dollar in FCG, OLX Ventures, der Investmentarm der OLX Group, hatten daran einen Anteil von 89 Millionen und investierten weitere 400 Millionen im folgenden Jahr 2019.
2019 übernahm der niederländischen E-Commerce-Konzerns OLX dann das Unternehmen vollständig und führte es mit seiner Marke OLX Autos zusammen.
Im Frühjahr 2021 wurde bekannt, dass am bis dahin verbliebenen deutschen Standort 100 Mitarbeiter entlassen werden.

## Unternehmen
Die Frontier Car Group beschäftigte 2018 nach eigenen Angaben mehr als 600 Mitarbeiter in sechs Märkten. Im selben Jahr wurde ein Umsatz von 250 Mio. Euro erwartet.
Das Unternehmen wurde zuletzt mit über 630 Millionen Euro bewertet, als OLX es im November 2019 übernahm. Die Gesellschaft und das deutsche Team blieben bis 2021 bestehen. Die neuen Inhaber gaben an, das Geschäft zukünftig stärker auf lateinamerikanische Märkte und Asien zu konzentrieren und Kernaufgaben nach Indien zu verlagern. Die Gesellschaft wurde abgewickelt und den Mitarbeitenden gekündigt.

## Produkte und Dienstleistungen
Das Startup verkaufte gebrauchte Autos in Schwellenmärkten wie Chile, Indonesien, Mexiko, Nigeria, Pakistan und der Türkei. Nach dem Beginn einer Kooperation mit OLX wurde das Unternehmen auch in Europa aktiv. FCG betrieb rund 100 Inspektionsstellen, um aufgekaufte Fahrzeuge vor dem Verkauf zu überprüfen.

## Belege
1. ↑  OLX Autos crosses $1 billion-sales milestone. In: The Economic Times. (indiatimes.com [abgerufen am 10. April 2022]).
2. 1 2 3  Lisa Ksienrzyk: Frontier Car Group entlässt 100 Angestellte. In: Business Insider. 29. März 2021, abgerufen am 3. April 2022 (deutsch).
3. ↑  Frontier Car Group sammelt 400 Millionen ein. In: deutsche-startups.de. 11. November 2019, abgerufen am 3. April 2022 (deutsch).
4. 1 2  OLX Group invests up to $400M in used car marketplace Frontier Car Group at $700M valuation. In: TechCrunch. Abgerufen am 3. April 2022 (amerikanisches Englisch).
5. 1 2  Prosus classifieds group OLX shuts down Frontier Car Group’s Berlin office, OLX Autos to focus on LatAm and Asia. In: TechCrunch. Ehemals im Original (nicht mehr online verfügbar); abgerufen am 3. April 2022 (amerikanisches Englisch). (Seite nicht mehr abrufbar. Suche in Webarchiven)
6. 1 2 3  Frontier Car Group: Finanzierungen am laufenden Band. In: WiWo Gründer. 24. Mai 2018, abgerufen am 10. April 2022.
7. ↑  Henrik Mortsiefer: Wachsender Marktplatz für Gebrauchte. In: Der Tagesspiegel Online. 30. September 2018, ISSN 1865-2263 (tagesspiegel.de [abgerufen am 10. April 2022]).